# Narcotango
Narcotango es una agrupación musical de tango electrónico formada en 2003 en Argentina.

## Historia
En 2001, el músico argentino Carlos Libedinsky, que había tocado previamente en el dúo de tango Los Mareados, lanza su primer álbum solista Aldea global. Este disco incluye tangos clásicos y sus dos primeros tangos electrónicos, influidos por bandas de trip hop como Massive Attack, Portishead y Morcheeba, entre otros.
Dos años después forma Narcotango junto a Fernando del Castillo en batería, Sebastián Monk, en teclados, Patricio Bonfiglio en bandoneón, Federico Terranova en violín, Diego Pojomovsky en Contrabajo y él mismo en guitarra y samplers. En agosto de 2003 editan su primer disco y comienza la gira de difusión por Argentina y Europa.
En mayo de 2006 lanzan su segundo álbum, Narcotango 2, recibido de manera positiva por parte de la crítica.
Su primer álbum en directo, Narcotango en vivo, fue editado en DVD y CD en julio de 2008 por el sello independiente Tademus. Este disco fue registrado durante el recital que la banda brindó en el Teatro Bolívar de la ciudad de Quito, Ecuador en septiembre de 2007.
En 2009 fueron nominados al Latin Grammy Awards como mejor álbum de tango y al Premio Gardel como mejor álbum de tango electrónico, por su tercer trabajo discogáfico Narcotango en vivo.
Narcotango es un grupo de músicos argentinos integrado por Carlos Libedinsky, Fernando del Castillo, Marcelo Toth y Mariano Castro. Desde su creación en el año 2003, Narcotango ha realizado 20 giras internacionales por América y Europa, ha recibido 2 nominaciones a los Latin Grammy Awards (2009 y 2010) y a los Premios Gardel (2009), y ha editado 3 CD de estudio: Narcotango (2003), Narcotango 2 (2006), Limanueva (2010), y un DVD + CD en vivo, Narcotango en vivo (2008)
En agosto del 2003, se edita su primer CD Narcotango, con música completamente original donde la electrónica y el tango se entrelazan, creando un puente entre la tradición del tango y el siglo XXl
NARCOTANGO entonces pasó a ser parte de la banda de sonido urbana contemporánea, junto a otros grupos que acompañaban este proceso que se dio en llamar TANGO ELECTRONICO.
A partir de la edición del primer CD, comenzaron las giras internacionales, ya que el panorama musical mundial se mostró muy interesado en esta nueva estética.
Al mismo tiempo, nacieron los enfrentamientos y polémicas acerca de la legitimidad, y la moda del género, entre defensores y detractores, quienes se cruzaban en interminables discusiones sociológicas y culturales, con pasión e intensidad. El camino recorrido por el primer NARCOTANGO, creó una gran expectativa respecto del segundo trabajo y en mayo del 2006, se edita NARCOTANGO 2. La importante repercusión de esta nueva corriente que tomaba las raíces del tango para convertirlo en una expresión contemporánea, permitió hablar de una creación nueva, fresca, y actual, profundamente enraizada en la historia porteña, concepto ampliado de la idea de un "renacimiento’’
NARCOTANGO EN VIVO, primer DVD y CD del grupo se edita en julio del año 2008 siempre a través del sello independiente, TADEMUS, es la consolidación del concepto de Narcotango, que si bien, utiliza la electrónica en su producción, la incluye como otro instrumento y no como el eje central de su música.
Este trabajo ha sido nominado para los premios Gardel 2009 como mejor CD de tango electrónico, y también a los Latin Grammy 2009 como mejor álbum de tango. La música de, NARCOTANGO, ha sido coreografiada por importantesartistas coreógrafos de la Argentina: como Iñaki Urlezaga y Maximiliano Guerra. En el año 2010, se edita el tercer CD de estudio que, lleva por título LIMANUEVA, y que marca un cambio fundamental en la discografía de Narcotango, ya que la música ha sido compuesta y arreglada en forma grupal, por sus cuatro integrantes Carlos Libedinsky, Fernando del Castillo, Marcelo Toth y Mariano Castro. LIMANUEVA ha sido nominado a los LATIN GRAMMY AWARDS 2010 y ha realizado con el nuevo lanzamiento un Tour internacional que ha llevado al grupo por más de 20 países de América y Europa, desde su lanzamiento en mayo de 2010. En el año 2011 Narcotango realiza la banda sonora de la película WYGRANY, el director polaco Wieslaw Saniewski. Narcotango comenzó durante el mes de julio de 2012, la preproducción de su próximo álbum de estudio que llevara por título CUENCO, y que se editara hacia el mes de diciembre de 2012.
El CUENCO Tour comenzará en Europa en diversas ciudades de Alemania e Italia y en la ciudad de Sídney, Australia, en el mes de mayo de 2013, dando comienzo también a la conmemoración de los 10 AÑOS DE NARCOTANGO. La presentación de CUENCO en Buenos Aires esta prevista para el mes de noviembre del 2013.
En el año 2014 fueron declarado Personalidad Destacada de la Cultura por la Legislatura Porteña.

## Discografía
- Narcotango (2003)
- Narcotango (2006)
- Narcotango en vivo (2008)
- Limanueva (2010)
- Cuenco (2013)